# Isnad
L’isnâd (arabe : إسناد), référence, citation, preuve) désigne, dans un khabar ou un hadith, la chaîne des garants (ou transmetteurs) d'une information.

## Forme
L'isnâd se présente généralement sous la forme "Untel me rapporta qu'Untel lui avait rapporté qu'Untel...", et précède le matn (l'information elle-même, qu'il s'agisse d'un fait ou d'une citation). L'isnâd permet ainsi de reconstituer la circulation de l'information, du premier au dernier émetteur.

## Recevabilité
Dans le hadith, l'isnâd a valeur de témoignage. Cette chaîne des témoins et la fiabilité que l'on attribue à ceux-ci permettent d'évaluer le degré de recevabilité du hadith.